# Junior MasterChef EUA
Junior MasterChef EUA é um talent show americano de culinária. É uma adaptação do Junior MasterChef britânico. É formado por concorrentes com idade entre 9 a 13. A primeira temporada do show estreiou em 27 de setembro de 2013.